# Michael Aikman
Alexander Michael Hirst Aikman, född 9 september 1933 i Geelong, död 16 februari 2005 i Malvern, var en australisk roddare.
Aikman blev olympisk bronsmedaljör i åtta med styrman vid sommarspelen 1956 i Melbourne.